# Gonneville-sur-Scie
Gonneville-sur-Scie è un comune francese di 444 abitanti situato nel dipartimento della Senna Marittima nella regione della Normandia.

## Società

### Evoluzione demografica
Abitanti censiti